# Built To Destroy
A Built To Destroy a Michael Schenker Group negyedik nagylemeze. Az lemezen újra Gary Barden az énekes.

## Dalok
1. I'm Gonna Make You Mine 4:38
2. Time Waits (For No One) 4:07
3. Systems Failing 4:19
4. Rock Will Never Die 4:53
5. Red Sky 5:06
6. Rock My Nights Away 4:38
7. Captain Nemo 3:25
8. Dogs Of War 4:53
9. Still Love That Little Devil 3:45

## Az együttes tagjai
- Gary Barden - ének
- Michael Schenker - gitár
- Chris Glen - basszusgitár
- Andy Nye - billentyűs hangszerek
- Ted McKenna- dob